# Акулов, Владимир Петрович
Акулов Владимир Петрович (род. 10 октября 1944, Ужгород) — советский и украинский учёный физик, педагог, доктор физико-математических наук (1987), профессор (1989).

## Биография
Окончил Харьковский университет в 1968 году.
Работал в физико-техническом институте в 1968—1997 годах и педагогическом институте в 1989—1993 годах в Харькове. Был ассистентом Дмитрия Васильевича Волкова, с которым совместно написали работу о суперсимметрии в четырёхмерном пространстве-времени. С 1998 — профессор колледжа Баруха при Городском университете Нью-Йорка.
Занимается математическими методами в физике и вопросами теории элементарных частиц. Автор ряда научных трудов.
В 2009 году получил Государственную премию Украины в области науки и техники.